# Kriegsschusswaffe
Die Kriegsschusswaffe ist ein Begriff aus dem deutschen Waffenrecht und bezeichnet die in der Waffenliste des seit 1961 bestehenden Kriegswaffenkontrollgesetzes genannten Rohrwaffen der Nummern 29 bis 32 der Anlage. Aufgeführt ist der Begriff jedoch in der Anlage 1 zum Waffengesetz.
Es handelt sich hierbei um:
- Maschinengewehre, ausgenommen solche mit Wasserkühlung
- Maschinenpistolen, ausgenommen solche, die als Modell vor dem 2. September 1945 bei einer militärischen Streitkraft eingeführt worden sind
- vollautomatische Gewehre, ausgenommen solche, die als Modell vor dem 2. September 1945 bei einer militärischen Streitkraft eingeführt worden sind
- halbautomatische Gewehre mit Ausnahme derjenigen, die als Modell vor dem 2. September 1945 bei einer militärischen Streitkraft eingeführt worden sind, und der Jagd- und Sportgewehre
- Granatmaschinenwaffen, Granatgewehre, Granatpistolen
- Kanonen, Haubitzen, Mörser jeder Art
- Maschinenkanonen